# Sogyal Rinpoche
Sogyal Rinpoche (Kham, Tibet, 1947 – Bangkok, 28 augustus 2019) was een Tibetaans geestelijke uit de nyingmatraditie van het Tibetaans boeddhisme en spiritueel leraar in het Westen.
Hij werd erkend als de reïncarnatie van de tertön Sogyal Lerab Lingpa (1856-1926), een leraar van de dertiende dalai lama.

## Biografie
Vanaf ongeveer 1968 verbleef hij in India, waar hij vertaalwerkzaamheden verrichtte voor onder meer Düdjom Rinpoche. Vanaf 1971 woonde hij in het Westen en met name in Groot-Brittannië. In 1979 stichtte hij Rigpa, een netwerk van boeddhistische groepen dat uitgroeide tot een organisatie met centra in ruim veertig landen.
Zijn bekendste werk is The Tibetan Book of Living and Dying, dat in 1993 werd gepubliceerd. Het werd een bestseller met vertalingen in tientallen andere talen en totale verkoopcijfers van meer dan 2 miljoen exemplaren. Het succes van het boek droeg in hoge mate bij aan de uitbouw van de organisatie van Rigpa.
In het Nederlands werd het boek vertaald onder de titel Het Tibetaanse boek van leven en sterven. Het is een hoogstpersoonlijke uitleg en interpretatie van Sogyal Rinpoche van het Tibetaans dodenboek. Het heeft een hoog gehalte aan kosmopolitisch eclecticisme waarin vele door Sogyal universeel geachte boodschappen worden geuit. Vanuit wetenschappelijke zijde was de kritiek dat de inhoud van het boek en de interpretatie van Sogyal Rinpoche van het Tibetaans dodenboek wel heel ver verwijderd en volstrekt losstaat van de context waarin het dodenboek is ontstaan en nauwelijks meer iets te maken heeft met de oorspronkelijke inhoud en bedoeling van dit dodenboek.
Vanaf ongeveer 1995 werden er beschuldigingen tegen Sogyal Rinpoche geuit over seksuele intimidatie en wangedrag tegen met name vrouwelijke leerlingen alsmede aanwenden van fondsen en donaties bedoeld voor de organisatie Rigpa voor strikt persoonlijke doeleinden. De organisatie Rigpa nam in 2016 het besluit deze beschuldigingen te laten toetsen door externe onderzoekers. Dit onderzoek kwam tot de conclusie dat een aanzienlijk deel van de geuite beschuldigingen terecht waren. De documentaire Guru in Disgrace uit 2020 van Jaap Verhoeven doet verslag van deze zaak en brengt de gevolgen voor betrokkenen binnen en buiten de organisatie van Rigpa in beeld. In 2017 trad Sogyal Rinpoche af als geestelijk leidsman van de organisatie. Twee jaar later overleed hij in Thailand aan kanker.